# Pomplamoose
I Pomplamoose sono un duo musicale statunitense composto da una coppia, marito e moglie, ovvero dal polistrumentista e cantante Jack Conte (nato a San Francisco il 12 luglio 1984) e dalla cantante e bassista Nataly Dawn (nata Natalie Knutsen a Sacramento il 29 ottobre 1986). Il 18 maggio 2021 Nataly Dawn ha comunicato che le è stato diagnosticato un Carcinoma basocellulare. 

## Nome
Il nome deriva da un fittizio errore di ortografia della parola francese "pamplemousse" (trad. pompelmo).

## Discografia parziale
- 2009 - Pomplamoose (VideoSongs)
- 2010 - Tribute to Famous People
- 2011 - the album you bought at our show (thanks for that)
- 2014 - Pomplamoose: Season 2
- 2015 - Besides
- 2016 - Hey It's Pomplamoose
- 2016 - Pomplamoose Live
- 2018 - Winter Wishes
- 2018 - Best of 2018
- 2020 - Best of 2019
- 2020 - Invisible People
- 2021 - Worst of 2020
- 2021 - Impossible à Prononcer
- 2022 - Best of 2021
- 2022 - Daft Pomp